# Малик Олег Ярославович

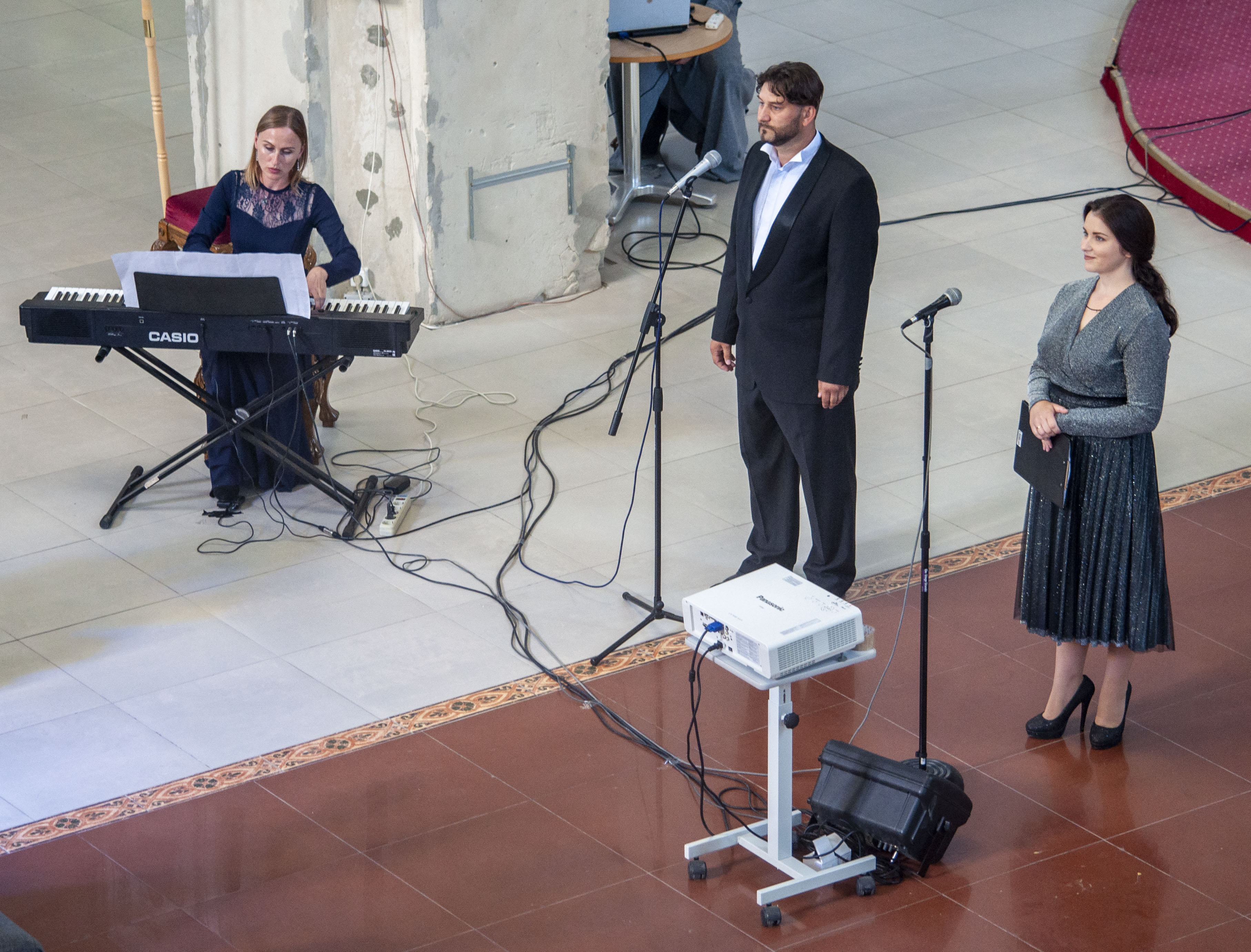
Олег та Катерина Малики, 2021

Олег Ярославич Малик (сценічне ім'я — MALINOWSKI; нар. 13 липня 1982, с. Ставки, Україна) — український оперний співак, актор, поет, продюсер, викладач. Лауреат всеукраїнських та міжнародних конкурсів. Член журі міжнародного конкурсу «Volare». Член Асоціації діячів естрадного мистецтва України.
Чоловік Катерини Малик.

## Життєпис
Олег Малик народився 13 липня 1978 року у селі Ставках, нині Заліщицької громади Чортківського району Тернопільської области України.
Закінчив факультет іноземних мов Кременецького обласного коледжу ім. Т. Шевченка (2001), факультет менеджменту Вищої школи менеджменту у Вроцлаві (2011, маґістр), Національну музичну академію України імені Петра Чайковського (2019, маґістр, майстерня народного артиста України, професора Олександра Вострякова); брав майстер-класи професора Вроцлавської музичної академії Тадеуша Пшонки (2012, Польща). Працював менеджером компаній ТОВ «ОЛГА», «Sun inbev Україна», «Ком'юкрейнторг», «Suninbev Україна», «Mars Україна», «SavService», «Ferrero»  (м. Київ), театрі «З Уст Річ» (2002—2008; м. Переяслав-Хмельницький), ансамблі ЗСУ (2016—2017), у Тернопільській обласній філармонії (2019), нині — співробітник Національного історико-етнографічного заповідника «Переяслав» (від 2011) та художній керівник «Art Culture Chortkiv» (від 2021).

## Творчість
Співорганізатор, директор і режисер міжнародного музичного проєкту «Musica dal vivo Ukraine» (2015); студії звукозапису «MdvivoStudioSteZaK» (2020). Співавтор патріотичного мюзиклу «Український вимір».
Гастролює в Молдові, Польщі та Румунії. Співпрацює з композиторами В. Губою, М. Куценком, П. Мрежуком, А. Свитком, О. Янушкевич, Claudiu Bulete та іншими; поетами О.Демиденком, В. Дихтярем, О. Дяків, О. Кузів, С. Леськів, Б. Стефанюк, М. Томенком, Д. Чистяком, Н. Шаварською, Ovidiu Iordache та іншими.

### Музичні відео
| Рік  | Назва пісні                  | Посилання на YouTube |
| ---- | ---------------------------- | -------------------- |
| 2020 | Ніч новорічна                |                      |
| 2020 | Голгофо (страсна пісня)      |                      |
| 2020 | Діброво зелена               |                      |
| 2020 | Місяць на небі               |                      |
| 2020 | Сміються, плачуть солов'ї    |                      |
| 2020 | Чорнії брови, карії очі      |                      |
| 2020 | Хай квітує Україна           |                      |
| 2021 | По всьому світу стала новина |                      |
| 2021 | Останні акорди життя         |                      |

## Родина
Дружина — Катерина Миколаївна Малик (нар. 22 лютого 1994, м. Каховка, Україна) — українська співачка, композиторка, піаністка, музичний редактор та критик, авторка пісень, аранжувальник, викладач. Лауреатка всеукраїнських та міжнародних конкурсів. Художній керівник і PR-менеджер міжнародного проєкту «Musica dal vivo Ukraine». Закінчила Каховську музичну школу, Київську музичну академію музики імені Рейнгольда Глієра.
Виховують чотирьох дітей.